# Sophronica striatopunctata
Sophronica striatopunctata är en skalbaggsart som beskrevs av Hunt och Stefan von Breuning 1957. Sophronica striatopunctata ingår i släktet Sophronica och familjen långhorningar. Inga underarter finns listade i Catalogue of Life.